# هتل مانیل
هتل مانیل (انگلیسی: Manila Hotel) یک هتل پنج‌ستارهٔ تاریخی با ۵۵۰ اتاق است که در امتداد خلیج مانیل در مانیل، فیلیپین واقع شده‌است. این هتل، قدیمی‌ترین هتل در فیلیپین است که در سال ۱۹۰۹ و برای رقابت با مالاکانیانگ پالاس، اقامتگاه رسمی رئیس‌جمهور فیلیپین ساخته‌شد و به‌منظور بزرگداشت روز استقلال ایالات متحده آمریکا، در ۴ ژوئیهٔ ۱۹۱۲ افتتاح شد. این مجموعهٔ اقامتی در منطقهٔ احیاشده‌ای به مساحت ۳۵٬۰۰۰ متر مربع (۳۸۰٬۰۰۰ فوت مربع) در شمال غربی ریزال پارک و در امتداد جادهٔ بونیفاسیو درایو در ارمیتا احداث شد. داگلاس مک‌آرتور در طول مدت تصدی خود به‌عنوان مشاور نظامی مشترک‌المنافع فیلیپین از ۱۹۳۵ تا ۱۹۴۱ در پنت‌هاوس این هتل اقامت داشت.
هتل مانیل توسط سازمان‌های مطبوعاتی خارجی نظیر نیویورک تایمز به‌عنوان دفتر کار مورد استفاده قرار گرفته‌است. این هتل همچنین میزبان رهبران جهان و نویسندگانی نظیر ارنست همینگوی و جیمز ای میچنر، بازیگران داگلاس فیربنکس جونیور و جان وین، ناشر هنری لوس، سرگرمی‌سازانی همچون سامی دیویس جونیور، مایکل جکسون و گروه موسیقی بیتلز و رئیس‌جمهور ایالات متحده آمریکا، بیل کلینتون نیز بوده‌است.
ساختمان برج هتل، که به‌عنوان بخشی از برنامهٔ گسترش و نوسازی از ۱۹۷۵ تا ۱۹۷۷ ساخته شد، بلندترین برج هتل در منطقهٔ خلیج مانیل است.

## تاریخچه

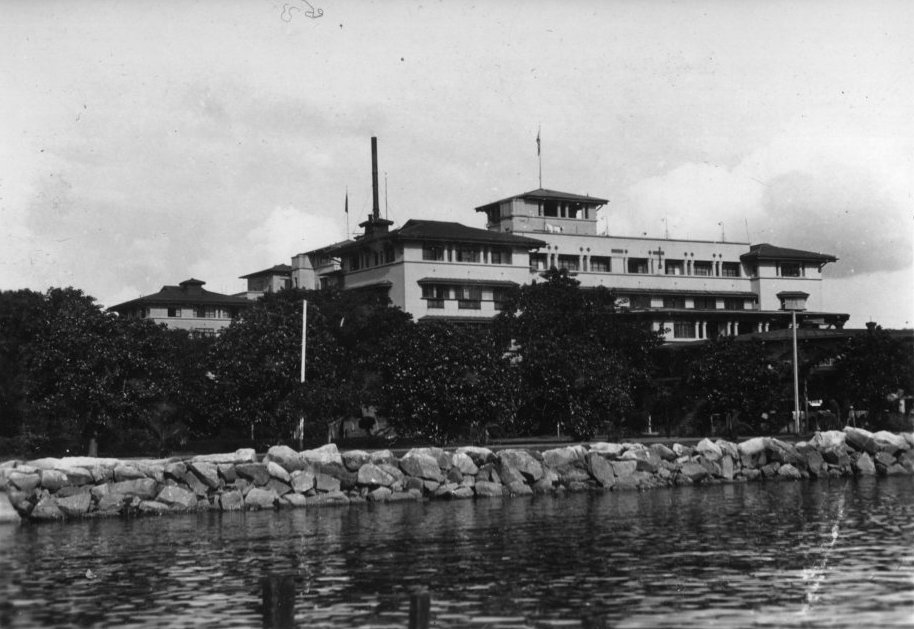
هتل مانیل پیش از گسترش و تبدیل‌شدن به یک ساختمان بلند.

هنگامی که ایالات متحده در سال ۱۸۹۸ و پس از جنگ آمریکا و اسپانیا جزایر فیلیپین را از دست اسپانیایی‌ها درآورد، رئیس‌جمهور ایالات متحده ویلیام مک‌کینلی روند آمریکایی‌سازی لین مستعمرهٔ پیشین اسپانیا را آغاز کرد. او در سال ۱۹۰۰ ویلیام هووارد تفت را برای برآورد نیازهای این قلمروی جدید به سرپرستی کمیسیون فیلیپین منصوب کرد. تفت، که بعداً به نخستین فرماندار غیرنظامی فیلیپین تبدیل شد، تصمیم گرفت تا مانیل، پایتخت فیلیپین را به شهری برنامه‌ریزی‌شده تبدیل کند. او دانیل برنهم را که یونیون استیشن و ساختمان میدان پست را در واشینگتن، دی.سی. ساخته‌بود، به‌عنوان معمار و برنامه‌ریز شهری خود استخدام کرد. برنهم در نظر داشت که بلواری طولانی، عریض و دارای سه خطر عبوری را در مانیل و در امتداد خلیج احداث کند که از یک پارک با یک هتل باشکوه آغاز شود. تفت، ویلیام ئی. پارسونز، معمار اهل نیویورک را برای اجرای برنامه‌های برنهم استخدام کرد. پارسونز طرح هتلی مجلل و تأثیرگذار را برای احداث در پروژه‌ای در کالیفرنیا در ذهن داشت که از این هتل بزرگ‌تر بود. طرح اولیهٔ ساختمان متشکل از بنایی به شکل H بود که بر اتاق‌هایی با تهویهٔ مناسب در دو بالهٔ خود و ارائهٔ نمایی وسیع از بندرگاه، پارک ریزال و منطقهٔ تاریخی اینتراموروس متمرکز بود. بالاترین طبقهٔ ساختمان درواقع یک عرشهٔ بزرگ تماشا بود که برای امور مختلف، از جمله تماشای ورود کشتی‌های ناوگان نیروی دریایی ایالات متحده به بندرگاه، کاربرد داشت.
عملیات احداث این هتل در سال ۱۹۱۲ پایان یافت و در ۴ ژوئیهٔ همان سال به‌منظور بزرگداشت روز استقلال ایالات متحده آمریکا افتتاح شد. این هتل تا سال ۱۹۱۹ تحت مالکیت شخصی چند فرد و شرکت قرار داشت و پس از آن دولت جزیره‌ای جزایر فیلیپین تمام سهام ممتاز آن را خریداری کرد و شرکت هتل مانیل را تحت مالکیت شرکت راه‌آهن مانیل قرار داد.

### نخستین نوسازی
در زمان آغاز به کار مشترک‌المنافع فیلیپین در سال ۱۹۳۵، رئیس‌جمهور مانوئل کوئزون، معمار فیلیپینی آندره پی. لونا، فرزند نقاش خوان لونا که در پاریس آموزش دیده‌بود را با دستمزد ۱٬۰۰۰٬۰۰۰ پزو، که معادل ۱۰٬۰۰۰٬۰۰۰ دلار آمریکا در سال ۲۰۲۰ بود، برای نوسازی هتل مانیل استخدام کرد. کار نوسازی این هتل تحت نظارت شرکت مهندسی مشهور پدرو سیوچی و شرکا انجام شد. ژنرال داگلاس مک‌آرتور، در طول مدت تصدی خود به‌عنوان مشاور نظامی مشترک‌المنافع در این هتل اقامت داشت. لونا طبقهٔ فوقانی هتل را به یک پنت‌هاوس مدرن تبدیل کرد و بالهٔ غربی ساختمان را در جهت شمال گسترش و توسعه داد–که منجر به ایجاد ضمیمهٔ تهویهٔ هوا شد–و اتاق‌های عمومی مهمی نظیر پاویون فیستا را که در آن زمان بزرگ‌ترین اتاق کار هتل بود، طراحی کرد. این هتل در زمان تشکیل دولت مشترک‌المنافع فیلیپین در نوامبر ۱۹۳۵، محل برگزاری جشن‌ها بود.
طی سال ۱۹۳۶، هتل مانیل از رونق معدن‌کاری عواید زیادی کسب کرد و سود سالانهٔ آن با ۷٫۶٪ رشد مواجه شد. رونق کسب و کار نیز با افزایش دو تا شش برابری در بازهٔ کوتاه آوریل تا سپتامبر مواجه شد که منجر به شکستن روند عدم رشد یا زیان‌دهی در پایان سال برای این هتل شد. این هتل در اواخر دههٔ ۱۹۳۰ در تبلیغات خود تحت عنوان «نجیب‌زادهٔ مشرق‌زمین» معرفی می‌شد.

### جنگ جهانی دوم
این هتل در طول جنگ جهانی دوم به تصرف نیروهای ژاپنی درآمد و پرچم ژاپن در تمام مدت جنگ بر فراز دیوارهای آن برافراشته بود. در طول نبرد آزادسازی مانیل این هتل توسط ژاپنی‌ها به آتش کشیده شد. بدنهٔ ساختمان هتل در این آتش‌سوزی از تخریب مصون ماند و سازهٔ آن بعداً بازسازی شد.

### ریاست‌جمهوری فردیناند مارکوس
در مدت ریاست‌جمهوری فردیناند مارکوس، مطابق با فرمان ریاست‌جمهوری شماره ۶۴۵، شرکت هتل مانیل منحل شد و این هتل تحت مالکیت دولت قرار گرفت. اختیار تشکیل یک شرکت تابعه جهت احیا، نوسازی و گسترش هتل مانیل به سامانه خدمات بیمه دولتی (GSIS) داده شد. در دو دههٔ بعدی، ایملدا مارکوس، همسر فردیناند مارکوس، بارها در رستوران‌های این هتل دیده شد. در طول بازدیدهای او از هتل، یک فرش قرمز و گلدسته‌هایی در محیط قرار داده می‌شدند و اسپری‌های خوشبوکننده در هوا اسپری می‌شدند. این هتل تحت حمایت ایملدا مارکوس شهرتی جهانی کسب کرد و موفق به کسب جوایزی نیز شد. هتل مانیل در طول سال‌های برقراری حکومت نظامی، مکانی برای دیده‌شدن بود.

### نوسازی در ۱۹۷۵

ساختمان بلند هتل مانیل، ساخته‌شده در سال ۱۹۷۵؛ نمای ساختمان از جایگاه تماشای کوئیرینو.

هتل مانیل در سال ۱۹۷۵ بازسازی شد و با افزوده‌شدن ساحتمان بلند هتل در پشت ساحتمان پنج‌طبقهٔ اولیه، تعداد اتاق‌های آن به ۵۷۰ اتاق رسید. فرایندهای نوسازی تحت سرپرستی لئاندرو لاکسین و لیدفونسو سانتوس، هنرمندنان معماری ملی فیلیپین به‌همراه پاتریشیا کلر، یکی از همکاران در شرکت طراحی داخلی بین‌المللی دیل کلر و همکاران انجام شد.
امکانات رفاهی برای مهمانان به امکانات هتل افزوده شد که شامل خدمات اجرایی، ترجمهٔ زبان، یک کتابخانهٔ تجاری و تلویزیون‌های رنگی و پخش فیلم مداربسته می‌شدند. ورودی‌های غیر تجملی هتل که به‌سبک ساده‌شدهٔ میشن طراحی شده‌بودند، جای خود را به مبلمان و وسایل مجلل‌تر دادند. مراسم افتتاح و بازگشایی رسمی هتل مانیل در ۶ اکتبر ۱۹۷۷ برگزار شد.